# Софі Грегуар
Софі Грегуар (фр. Sophie Grégoire; 24 квітня 1975, Монреаль, Квебек, Канада) — канадська журналістка, телеведуча і співачка, дружина Джастіна Трюдо.

## Біографія
Софі Грегуар народилася 24 квітня 1975 року в Монреалі (провінція Квебек, Канада). Батько — брокер, мати — медсестра. Навчалася в школі при приватному пансіонаті дю Санкт-ве-де-Марі в Утремон, Монреаль. Навчалася на факультеті комерції в Університеті Макгілла, маючи намір піти по стопах батька, потім перейшла в Монреальський університет і закінчила його, отримавши ступінь бакалавра в галузі суспільних зв'язків.
Вважає що її «дитинство було щасливим», зазначає, що була хорошою студенткою, легко сходилася з людьми і любила спорт. Приблизно з 17 кілька років боролася з булімією, вилікувалася, зокрема, з допомогою йоги.
13 березня 2020 Софі Грегуар захворіла на коронавірус. Подружжя було ізольовано, йому було надано медичну допомогу.

## Кар'єра
Кар'єру почала помічником на ресепшені і секретарем голови рекламної фірми. Підробляла фотомоделлю. Через 3 роки, будучи вже менеджером, пішла вчитися в школу радіо і телебачення, по закінченні якої отримала роботу в редакції, де писала новинні тікери (рухомий рядок). Пізніше працювала репортером на новій телестанції LCN в Квебеку, ряді інших телестанцій. У 2005—2010 роках працювала на CTV Television Network як репортер з Квебеку, висвітлювала питання культури, мистецтва і кіно, шоу-бізнесу. Веде щоденну передачу на «Radio-Canada».
Вільно володіє французькою (рідна мова), англійською та іспанською, 2012 отримала сертифікат викладача йоги. Любить екстремальні види спорту, грає на флейті та гітарі. Займається філантропією, працює в некомерційній організації «The Shield of Athena», що займається жіночими питаннями, зокрема проблемами жертв насильства в сім'ї; активно працює в організаціях, що борються з булімією; з благодійними цілями їздить в Африку. Хороший оратор.

## Особисте життя

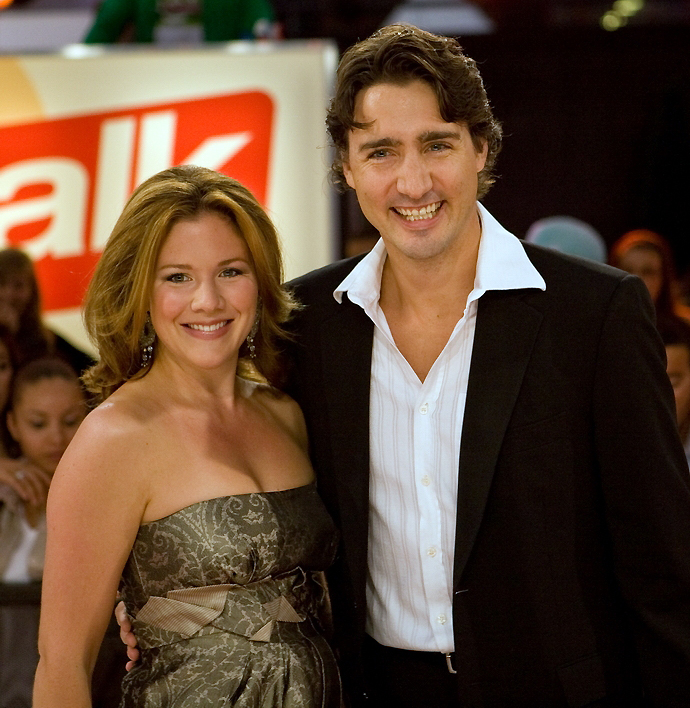
Джастін і Софі Трюдо в 2008 р.

З 28 травня 2005 року одружена з відомим політиком Джастіном Трюдо (нар. 1971), сином багаторічного прем'єр-міністра Канади П'єра Трюдо (раніше була дитячою подружкою і однокласницею молодшого брата Джастіна — Мішеля Трюдо).
У подружжя троє дітей: син Ксав'єр Джеймс (нар. 18.10.2007), дочка Елла-Грейс Маргарет (нар. 5.2.2009) і син Адріан (нар. 28.2.2014).
З 2023 року живе окремо від чоловіка.